# 森尼賽德 (內華達州)
森尼賽德（英語：Sunnyside）是位於美國內華達州奈縣的非建制地區。

## 歷史
森尼賽德的郵局於1890年設立，其後於1933年停運。

## 地理
森尼賽德所處的海拔為高於海平面1624米（即5328英呎），而該地所採用的時區為UTC-8，即太平洋时区（PST）。同時該地設有夏令時間，為UTC-8調快一小時，即UTC-7（PDT）。